# Liste der Stolpersteine in Aub
Die Liste der Stolpersteine in Aub enthält alle Stolpersteine, die im Rahmen des gleichnamigen Kunstprojekts von Gunter Demnig in Aub verlegt wurden. Mit ihnen soll Opfern des Nationalsozialismus gedacht werden, die in Aub lebten und wirkten. Die Stolpersteine wurden von Privatpersonen, Vereinen und Institutionen finanziert.

## Verlegte Stolpersteine
In Aub wurden zwanzig Stolpersteine an sieben Adressen verlegt.
| Stolperstein | Inschrift | Verlegeort         | Name, Leben                                               |
| ------------ | --- | ------------------ | --------------------------------------------------------- |
|              | HIER WOHNTE ERNA FLEISCHMANN JG. 1923 DEPORTIERT 1943 ERMORDET IN AUSCHWITZ                                   | Judengasse 6 ·     | Erna Fleischmann Biographische Angaben:                   |
|              | HIER WOHNTE GÜNTER FLEISCHMANN JG. 1924 DEPORTIERT 1943 ERMORDET IN AUSCHWITZ                                 | Judengasse 6 ·     | Günter Fleischmann Biographische Angaben:                 |
|              | HIER WOHNTE JENNY FLEISCHMANN GEB. MAYER JG. 1899 DEPORTIERT 1943 ERMORDET IN AUSCHWITZ                       | Judengasse 6 ·     | Jenny Fleischmann geb. Meyer Biographische Angaben:       |
|              | HIER WOHNTE ALFRED GRÜNFELD JG. 1930 DEPORTIERT 1941 RIGA ERMORDET                                            | Harbachstraße 11 · | Alfred Grünfeld Biographische Angaben:                    |
|              | HIER WOHNTE FRIEDA GRÜNFELD GEB. NEUHÖFER JG. 1906 DEPORTIERT 1941 RIGA ERMORDET                              | Harbachstraße 11 · | Frieda Grünfeld geb. Neuhöfer Biographische Angaben:      |
|              | HIER WOHNTE HANNA LORE GRÜNFELD JG. 1928 DEPORTIERT 1941 RIGA ERMORDET                                        | Harbachstraße 11 · | Hanna Lore Grünfeld Biographische Angaben:                |
|              | HIER WOHNTE WILLY GRÜNFELD JG. 1896 DEPORTIERT 1941 RIGA ERMORDET                                             | Harbachstraße 11 · | Willy Grünfeld Biographische Angaben:                     |
|              | HIER WOHNTE ABRAHAM KANNENMACHER JG. 1901 VERHAFTET 1939 NEUENGAMME ERMORDET 19.6.1942 'HEILANSTALT' BERNBURG | Marktplatz 19 ·    | Abraham Kannenmacher                                      |
|              | HIER WOHNTE MARTA KANNENMACHER GEB. ROSENFELD JG. 1906 DEPORTIERT 1942 RAASIKU ERMORDET                       | Marktplatz 19 ·    | Marta Kannenmacher geb. Rosenfeld                         |
|              | HIER WOHNTE SENTA KANNENMACHER JG. 1930 DEPORTIERT 1942 RAASIKU ERMORDET                                      | Marktplatz 19 ·    | Senta Kannenmacher                                        |
|              | HIER WOHNTE KAROLINA MANNHEIMER GEB. SCHÜLEIN JG. 1888 DEPORTIERT 1941 RIGA ERMORDET                          | Harbachstraße 11 · | Karolina Mannheimer geb. Schülein Biographische Angaben:  |
|              | HIER WOHNTE BERTA OPPENHEIMER GEB. RINDSBERG JG. 1890 DEPORTIERT 1941 RIGA ERMORDET 26.3.1942                 | Hauptstraße 23 ·   | Berta Oppenheimer geb. Rindsberg Biographische Angaben:   |
|              | HIER WOHNTE ERNESTINE OPPENHEIMER GEB. BACH JG. 1862 DEPORTIERT 1942 THERESIENSTADT TOT 23.9.1942             | Hauptstraße 25 ·   | Ernestine Oppenheimer geb. Bach                           |
|              | HIER WOHNTE MORITZ OPPENHEIMER JG. 1881 DEPORTIERT 1941 RIGA ERMORDET 26.3.1942                               | Hauptstraße 23 ·   | Moritz Oppenheimer Biographische Angaben:                 |
|              | HIER WOHNTE HEINRICH ROSENFELD JG. 1902 DEPORTIERT 1941 ?                                                     | Marktplatz 19 ·    | Heinrich Rosenfeld Biographische Angaben:                 |
|              | HIER WOHNTE KATHARINA ROSENFELD GEB. LIEBREICH JG. 1884 DEPORTIERT RICHTUNG OSTEN ERMORDET                    | Marktplatz 13 ·    | Katharina Rosenfeld geb. Liebreich Biographische Angaben: |
|              | HIER WOHNTE MEIER ROSENFELD JG. 1873 GEDEMÜTIGT / ENTRECHTET FLUCHT IN DEN TOD 7.11.1941                      | Marktplatz 13 ·    | Meier Rosenfeld Biographische Angaben:                    |
|              | HIER WOHNTE REGINA ROSENFELD GEB. NEUBERGER JG. 1872 DEPORTIERT 1942 THERESIENSTADT TOT 6.10.1942             | Marktplatz 19 ·    | Regina Rosenfeld geb. Neuberger Biographische Angaben:    |
|              | HIER WOHNTE LUDWIG SICHEL JG. 1907 DEPORTIERT 1941 RIGA ERMORDET 21.3.1945 BUCHENWALD                         | Etzelstraße 9 ·    | Ludwig Sichel Biographische Angaben:                      |
|              | HIER WOHNTE MORITZ SICHEL JG. 1871 DEPORTIERT 1942 THERESIENSTADT TOT 31.8.1943                               | Etzelstraße 9 ·    | Moritz Sichel Biographische Angaben:                      |

## Verlegedatum
- 25. Januar 2010